# Jean-Siméon Champy
Pour les articles homonymes, voir Champy.
Jean-Siméon Champy, né le 16 janvier 1778 à Dijon et mort le 15 juillet 1845 à Montmartre, est un chimiste français.

## Biographie
Fils de Jacques Champy, commissaire des poudres et salpêtres en Bourgogne, et de Bernarde Enguerrand, il est baptisé le 17 janvier 1778 dans l'église Saint-Pierre de Dijon.
Élève de l'École polytechnique en 1794, après deux ans dans la marine comme aspirant il suit la carrière de son père et entre au service des Poudres le 2 germinal an 7. Sous l'Empire, il est administrateur adjoint des Poudres et Salpêtres et travaille à divers procédés d'amélioration de la fabrication des poudres à la poudrerie d'Essonnes, notamment un procédé de séchage (approuvé par Berthollet et Monge) et un autre de fabrication de la poudre sphérique. Au début de la Restauration, il est régisseur général du même service après le départ de son père en 1815.
Créé baron de l'Empire par lettres patentes du 21 janvier 1810. Maître des requêtes au Conseil d'État.
Il épouse à Paris en 1800 Élisabeth Christine Huart, nièce de Monge, dont il a postérité.
Il reçoit la Légion d'honneur en 1810.

## Armoiries
| Figure | Blasonnement |
|        | Armes du baron Jean-Siméon Champy et de l'Empire (1810) Coupé : au I parti, d'azur au foudre ailé d'or, et des barons propriétaires ; au II, d'or à un palmier terrassé de sinople. |